# Otis Blue: Otis Redding Sings Soul
Otis Blue: Otis Redding Sings Soul är ett musikalbum av Otis Redding som lanserades 1965 på Stax Records. Det var Reddings tredje studioalbum. Skivan innehåller bland annat originalversionen av låten "Respect", och hans insjungning av "My Girl" som blev hans första singelhit i Storbritannien. Originalkompositionen "I've Been Loving You to Long (To Stop Now)" blev en av hans största singelframgångar.
Magasinet Rolling Stone listade år 2003 albumet som #74 på listan The 500 Greatest Albums of All Time. Skivan omnämns även i Robert Dimerys bok 1001 Albums You Must Hear Before You Die.

## Låtlista
(kompositör inom parentes)
1. "Ole Man Trouble" (Otis Redding) - 2:55
2. "Respect" (Redding) - 2:05
3. "Change Gonna Come" (Sam Cooke) - 4:17
4. "Down in the Valley" (Bert Berns, Solomon Burke, Babe Chivian, Joe Martin) - 3:02
5. "I've Been Loving You Too Long" - (Redding, Jerry Butler) - 3:10
6. "Shake" (Cooke) - 2:35
7. "My Girl" (Smokey Robinson, Ronald White) - 2:52
8. "Wonderful World" (Cooke, Lou Adler, Herb Alpert) - 3:00
9. "Rock Me Baby" (B.B. King) - 3:20
10. "Satisfaction" (Mick Jagger, Keith Richards) - 2:45
11. "You Don't Miss Your Water" (William Bell) - 2:53

## Listplaceringar
- Billboard 200, USA: #75[1]
- Billboard R&B Albums: #1
- UK Albums Chart, Storbritannien: #6[2]